# Talentförderprogramm des Deutschen Fußball-Bundes
Das Talentförderprogramm des Deutschen Fußball-Bundes (DFB) wurde mit Beginn der Saison 2002/2003 ins Leben gerufen und ist die erste Stufe der Talentförderung im deutschen Fußball. Mit seinen derzeit 366 Stützpunkten in ganz Deutschland bildet das Programm die Brücke zwischen der Jugendarbeit an der Vereinsbasis und der zweiten Stufe der Talententwicklung: der Ausbildung von Top-Talenten in den Nachwuchsleistungszentren (NLZ), in den Eliteschulen des Fußballs und in den Landesverbänden.
Das Training an einem DFB-Stützpunkt beginnt für talentierte Mädchen und Jungen in der Regel ab dem Altersbereich U12, einmal pro Woche zusätzlich zum Vereinstraining. Zielsetzung ist es, jedem Talent die Chance einzuräumen, entdeckt und gefördert zu werden, wobei Spielende, die bereits einem Leistungszentrum zugehörig sind, nicht berücksichtigt sind. Junioren werden bis zur U15 an den DFB-Stützpunkten gefördert, Juniorinnen können bis zur U16 von dieser Fördermaßnahme profitieren. In der Umsetzung fungieren 29 hauptamtliche Stützpunktkoordinatoren des DFB als Schnittstellen zu allen Vereinen und weiteren Förderinstitutionen. Ca. 1280 freiberufliche Honorartrainer sichten und die regionalen Talente und fördern sie durch das wöchentliche Zusatztraining. Als sportlicher Leiter ist seit 1. Februar 2018 Damir Dugandzic für die sportfachliche Anleitung der Koordinatoren verantwortlich. Er folgte auf Jörg Daniel.